# Valea Rece (Târgu Mureș)
Valea Rece (în maghiară Hidegvölgy) este un cartier în municipiul Târgu Mureș. 

## Istoric
Strada cunoscută azi sub denumirea de Pășunii a fost amintită în 1862 prima dată sub numele de Hidegvölgyre járo út. În 1930 fost redenumită în Strada Corturilor, iar în 1940 a primit denumirea de Hidegvölgy utca. Din 1948 este denumită ca Strada Pășunei – Legelő utca. Strada Valea Rece (1953) în perioada interbelică a fost amintită în documente ca Cartierul extern „Valea Rece” (1933) și Külső cigánytelep (1940), respectiv Hidegvölgy telep (1941).